# 信天山
信天山（Shinten-yama）是位在黃尾嶼（日文稱久場島）的一座山峰，位置在島上的中部。信天山是島上僅次於黃毛峰（日本稱千歲山）的第二高峰，海拔105公尺。山名源自在此山棲息的信天翁。